# Rachel Bluwstein

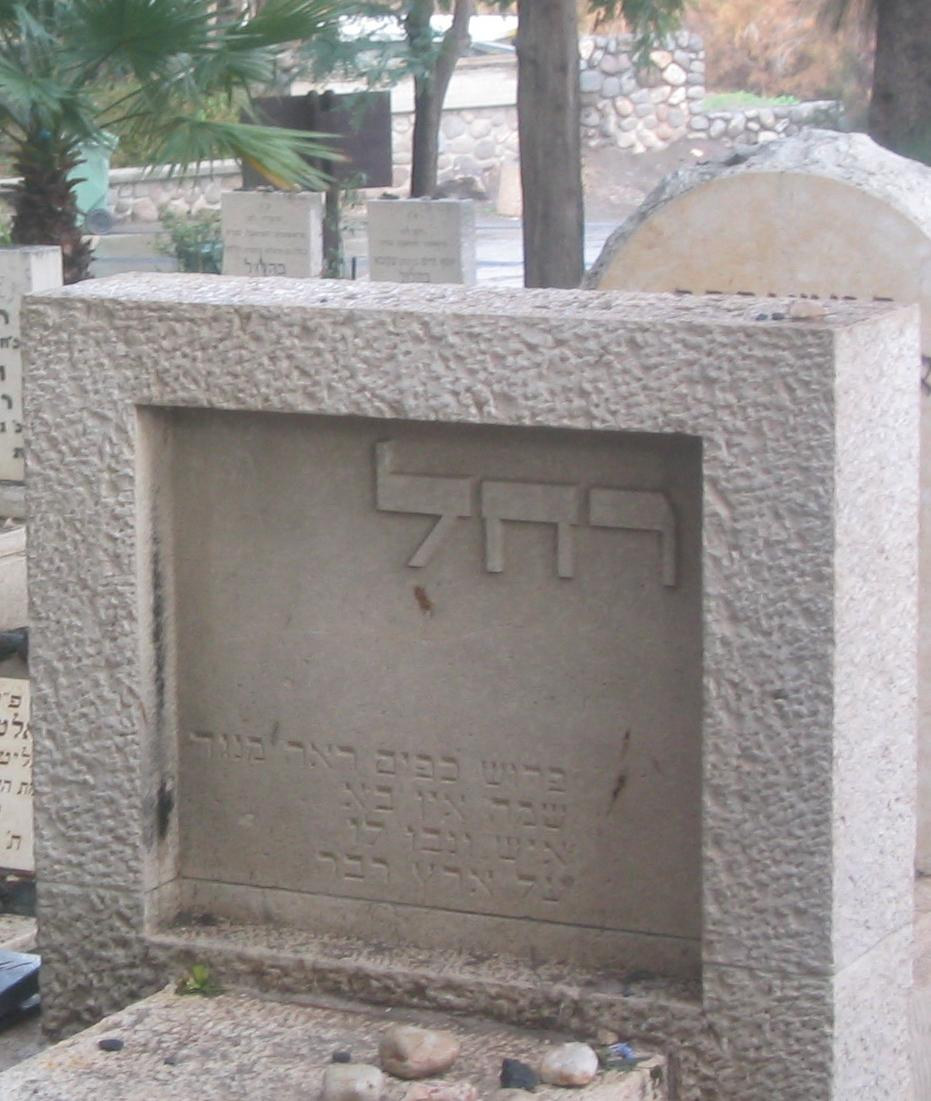
Grób Racheli Bluwstein

Rachel Bluwstein, ros. Рахель Блувштейн, hebr. רחל המשוררת (ur. 20 września 1890 w Saratowie, zm. 16 kwietnia 1931 w Gederze) – żydowska poetka, pisząca w języku hebrajskim pod swoim imieniem Rachel.

## Życiorys

### Dzieciństwo i młodość
Urodziła się w rodzinie żydowskiej 20 września 1890 roku w Saratowie, ówcześnie na terenie Imperium Rosyjskiego (obecnie Rosja). Była jedenastą córką Isser-Leiba i Sofi Bluwstein. Jej dziadkiem był rabin Mandelstamm z Kijowa, a wujkiem Max Mandelstamm – lekarz okulista pracujący w Kijowie. Gdy Rachel była jeszcze małym dzieckiem, jej rodzina przeniosła się do Połtawy na Ukrainie. Ukończyła rosyjskojęzyczną żydowską szkołę, a następnie świeckie liceum państwowe. W wieku 15. lat zaczęła pisać pierwsze piosenki w języku rosyjskim. W 1907 roku przeprowadziła się do Kijowa i rozpoczęła studia malarstwa.

### W Ziemi Izraela
W 1909 roku w wieku 19. lat wraz z siostrą udała się do Włoch, odwiedzając po drodze Palestynę. Obie zamierzały we Włoszech studiować sztukę i filozofię. Podczas pobytu w Palestynie zachwyciły się Ziemią Izraela i postanowiły pozostać dłużej jako syjonistyczni pionierzy. Zamieszkały w Rechowot, ucząc się wraz z dziećmi z przedszkola języka hebrajskiego. Pracowały w sadach. W 1911 roku zamieszkała w kibucu Kewucat Kinneret w pobliżu jeziora Tyberiadzkiego w Dolnej Galilei; uczyła się i pracowała w szkole rolniczej dla kobiet. Poznała tam pisarza Aharona Gordona, który wywarł na nią wielki wpływ. Poświęciła mu swój pierwszy hebrajski wiersz. W tym samym czasie spotkała i miała romans z Zalmanem Szazarem. Kolejną ważną znajomością był Berl Katznelson, który kładł duży nacisk na pisarstwo hebrajskie i uczył literatury oraz historii żydowskiej.
W 1913 roku wyjechała do Francji, by w Tuluzie uczyć się rysunku i rolnictwa. Tam poznała i zakochała się w Michaelu Bernstein. Był on żydowskim inżynierem i nauczał międzynarodowego języka esperanto. Gdy w 1914 roku wybuchła I wojna światowa nie była w stanie powrócić do Palestyny – pochodziła z Rosji, a Imperium Osmańskie stanęło po drugiej stronie linii frontu w tej wojnie. Powróciła wówczas do Rosji, gdzie uczyła hebrajskiego dzieci żydowskich uchodźców. Ciężko pracowała i równocześnie cierpiała dużą biedę. Zaczęła chorować na zapalenie płuc i prawdopodobnie wtedy zaraziła się gruźlicą. Samotna, chora i biedna miała tylko jedną nadzieję – powrócić do Palestyny. Po zakończeniu wojny zdołała w 1919 roku pierwszym statkiem dostać się do Brytyjskiego Mandatu Palestyny. Na krótki czas zamieszkała w kibucu Deganja Alef, jednak wkrótce po przyjeździe zdiagnozowano u niej nieuleczalną chorobę – gruźlicę. Początkowo mieszkańcy kibucu wymagali od niej, aby używała osobnych naczyń i sztućców do jedzenia. Jednak bardzo szybko odsunięto ją od opieki nad dziećmi, a następnie wydalono z kibucu. Pozostawiona sama sobie poszukiwała lekarstwa na chorobę. Kolejno mieszkała w Safedzie i Jerozolimie, a ostatnie lata życia spędziła w Tel Awiwie.

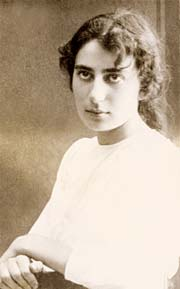
Rachel Bluwstein w 1921 roku

Od 1920 roku zaczęła pisać wiersze, ale większość jej poezji powstała w ostatnich sześciu latach jej życia. Zwykle były to niewielkie notatki spisywane dla przyjaciół. W 1920 roku jej pierwszy wiersz został opublikowany w hebrajskiej gazecie Davar. Większość jej wierszy ukazała się właśnie w tej gazecie. Wiele z nich zyskało dużą popularność wśród żydowskiej społeczności Palestyny.
Jej poezja była znana z lirycznego stylu, lakonicznej prostoty słów i konwersacyjnego tonu. Większość wierszy opowiadała o zwykłych osadach rolniczych istniejących w Ziemi Izraela. Wyrażała w nich swoje uczucia tęsknoty i straty możliwości realizacji aspiracji życiowych. W kilku wierszach opłakiwała fakt, że nigdy nie będzie miała własnego dziecka. W ten sposób jej liryczna i muzykalna poezja przeplatała się z trudnym losem jej życia i dramatem przedwczesnej śmierci. Jej wiersze miłosne podkreślały uczucia samotności, odległości od ukochanego i głębokiej tęsknoty. Dotykały one także trudów życia pionierów. Czasami identyfikowała się z postaciami biblijnymi.
Ostatnie dni życia spędziła w sanatorium dla chorych na gruźlicę w Gederze, gdzie zmarła 16 kwietnia 1931 roku. Została pochowana na cmentarzu nad jeziorem Tyberiadzkim.

## Znaczenie
Rachel Bluwstein była pierwszą żydowską poetką w Palestynie – do tej pory wszyscy hebrajscy poeci byli mężczyznami. W ten sposób zajęła miejsce wśród prekursorów hebrajskiej poezji. Jej wiersze pozostają bestsellerami do dziś. Wiele jej wierszy połączono z muzyką, tworząc z nich popularne pieśni. Niektóre z nich weszły do obowiązkowego programu nauczania w izraelskich szkołach. Zostały przetłumaczone na wiele języków.

## Publikacje
- Safiah. Davar, 1927. Brak numerów stron w książce
- Mineged. Davar, 1930. Brak numerów stron w książce

Wydane pośmiertnie:
- Nevo. Davar, 1932. Brak numerów stron w książce
- Shirat Rachel. Davar, 1935. Brak numerów stron w książce
- Shiray Rachel ve-Michtavayha be-Ktav Yada. Hotza'at Kineret, 1969. Brak numerów stron w książce
- Ba-Bayit U Ba-Hutz. Sifriat Poalim, 1974. Brak numerów stron w książce
- Ke-Hakot Rachel. Tamuz, 1982. Brak numerów stron w książce
- Shirim, Michtavim, Reshimot. Dvir, 1985. Brak numerów stron w książce
- Be-Gani Neta’aticha. Tamuz, 1985. Brak numerów stron w książce
- Ha-Tishmah Koli. Bar, 1986. Brak numerów stron w książce
- Shirei Rahel. Sridot, 1997. Brak numerów stron w książce